# Krazzy 4
Krazzy 4 to bollywoodzka komedia z 2008 roku. W rolach głównych występują Juhi Chawla, Arshad Warsi i Irfan Khan, w rolach drugoplanowych − Suresh Menon i Rajpal Yadav. Jest to debiut reżyserski Jaideepa Sena. Producentem filmu był Rakesh Roshan, muzykę napisał jego brat Rajesh Roshan. Gościnnie, w piosenkach występują Shahrukh Khan i Hrithik Roshan, syn producenta filmu.
Film jest remakiem hollywoodzkiego filmu "The Dream Team".

## Obsada
| Aktor(ka)      | Rola          |
| -------------- | ------------- |
| Arshad Warsi   | Raja          |
| Irfan Khan     | Dr. Mukherjee |
| Juhi Chawla    | Dr Sonali     |
| Rajpal Yadav   | Gangadhar     |
| Suresh Menon   | Dabboo        |
| Dia Mirza      | Shikha        |
| Rajat Kapoor   | R K Sanyal    |
| Zaakir Hussain | Srivastav     |

## Muzyka
Muzykę do filmu skomponował Rajesh Roshan. 
| Piosenkę          | śpiewa(ją)                                                                           | do tekstu    | na ekranie przedstawia(ją)                                           |
| ----------------- | ------------------------------------------------------------------------------------ | ------------ | -------------------------------------------------------------------- |
| Break Free        | Vishal Dadlani                                                                       | Asif Ali Beg | Shahrukh Khan                                                        |
| Dekhta hai Tu Kya | Kiri Sagathia, Sunidhi Chauhan                                                       | Javed Akhtar | Rakhi Sawant, Makrand Deshpande, Irfan Khan                          |
| Ik Rupaya         | Bhavin Dhanak, Jimmy Moses, Kiri Sagathia, Labh Janjua, Rahul Vaidya, Sudesh Bhonsle | Javed Akhtar | Ninad Kulkarni, Rajpal Yadav, Arshad Warsi, Irfan Khan, Suresh Menon |
| Krazzy 4          | Vishal Dadlani                                                                       | Javed Akhtar | Hrithik Roshan                                                       |
| O Re Lakad        | Kailash Kher, Neeraj Shridhar, Sowmya Raoh                                           | Javed Akhtar | Juhi Chawla & Arshad Warsi, Irfan Khan, Rajpal Yadav, Suresh Menon   |